# Bladon Castle

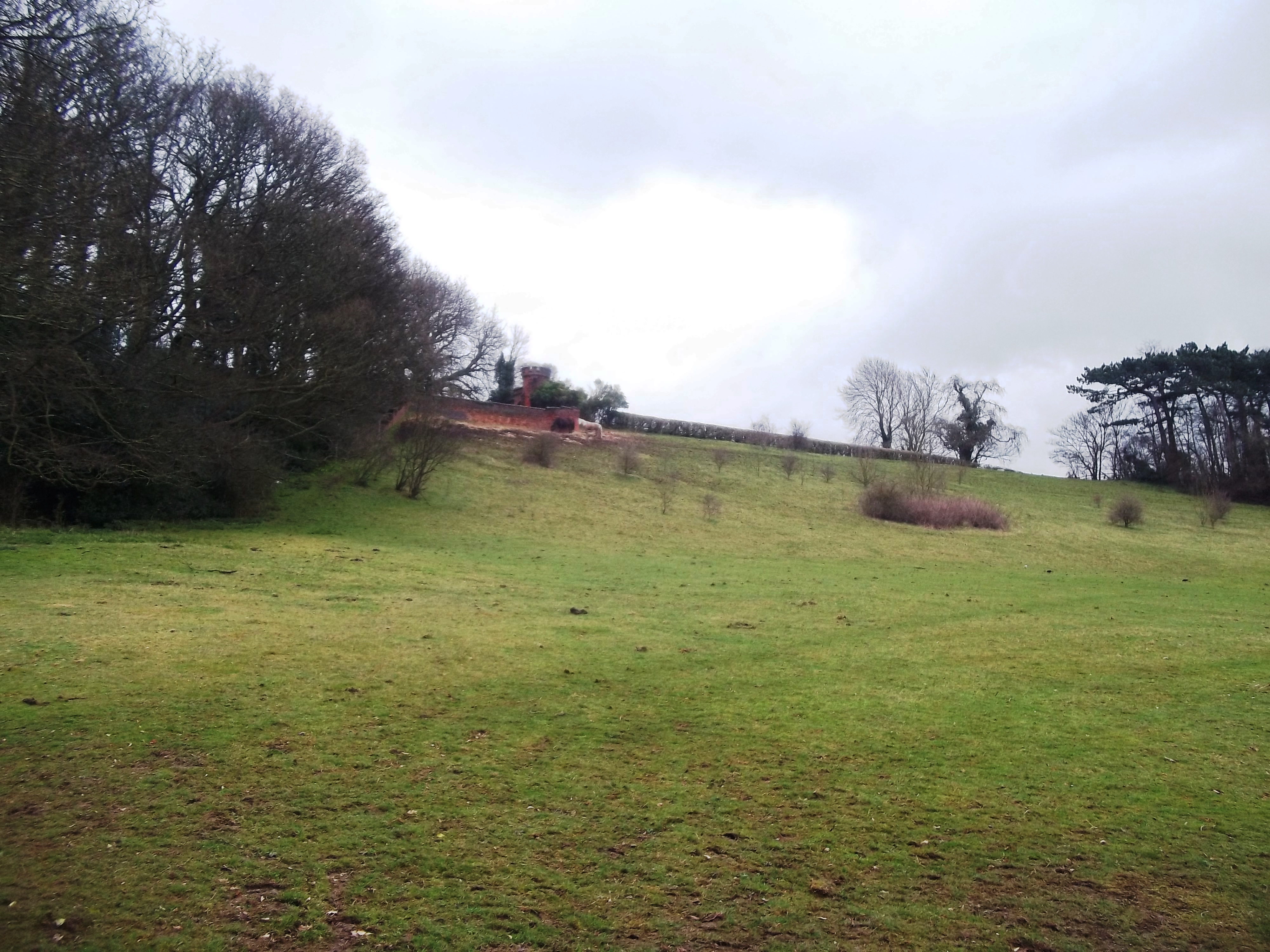
Geografia do terreno Castelo de Bladon

O Castelo de Bladon é uma loucura, parcialmente convertido numa casa de campo, localizada a cerca de 600 yd (550 m) sudoeste da vila de Newton Solney em South Derbyshire, 1 mi (1.6 km) a nordeste de Burton-on-Trent e perto do ponto em que o rio Trent forma a fronteira com Staffordshire.
O castelo foi originalmente construído como uma loucura em estilo neogótico pelo arquitecto Jeffrey Wyattville para Abraham Hoskins de Burton-on-Trent, avô de George Gordon Hoskins. Projecta para dar a aparência de um grande castelo com ameias, a estrutura era, na realidade, pouco mais do que uma única e longa parede.
Posteriormente, foi parcialmente convertido numa casa. O prédio fica dentro do terreno da Bladon House School e agora está em um estado semi-ruinoso.